# Thaumasia acreana
Espèce
Thaumasia acreana est une espèce d'araignées aranéomorphes de la famille des Pisauridae.

## Distribution
Cette espèce est endémique du Brésil. Elle se rencontre au Acre et au Amazonas.

## Description
Le mâle holotype mesure 4,98 mm et la femelle paratype 6,64 mm.

## Étymologie
Son nom d'espèce lui a été donné en référence au lieu de sa découverte, l'Acre.

## Publication originale
- Silva & Carico, 2012 : Revision of the Neotropical nursery-web spider genus Thaumasia Perty, 1833 (Araneae: Lycosoidea: Pisauridae: Thaumasiinae). Zootaxa, no 3567, p. 1-64.